# Schlacht an der Sambre (1918)
Die Schlacht an der Sambre (engl. Second Battle of the Sambre, frz. 2ème/seconde Bataille de Sambre) war ein Teil der Hunderttageoffensive im Ersten Weltkrieg am 4. November 1918, eine Woche vor dem Waffenstillstand von Compiègne.
Die Schlacht wurde von britischen Truppen um den Canal de la Sambre à l’Oise in den Départements Aisne und Nord im Norden von Frankreich geführt und schließt die Gefechte um Guise und Origny-en-Thiérache ein, die von französischen Truppen zur gleichen Zeit geführt wurden.
Das übergeordnete Ziel des Angriffs war, dass die Truppen der Alliierten auf Maubeuge und Mons vorrücken und gleichzeitig Namur bedrohen sollten, wobei der Kanal das erste große Hindernis darstellte. Die britischen Truppen erlitten beim Versuch, den Kanal zu überqueren, teilweise hohe Verluste, doch konnten die Alliierten bis zum 5. November einen etwa 80 km langen und 5 km tiefen Brückenkopf jenseits des Kanals errichten.
Der britische Offizier und Dichter Wilfred Owen starb in dieser Schlacht südlich von Ors.